# 前鋸筋
前鋸筋（ぜんきょきん、英語: serratus anterior）は、胸部の筋肉のうち、胸郭外側面にある胸腕筋のうちの一つ。肋骨（第1～第9）腱弓を起始とし、肩甲骨と胸郭との間を後上方に走りながら、肩甲骨に停止する。
肩甲骨を前外方に引き、肩甲骨が固定されていると肋骨を引き上げる作用がある。

## 画像

前鋸筋。赤色で示す。肩甲骨は半透明にしてある。
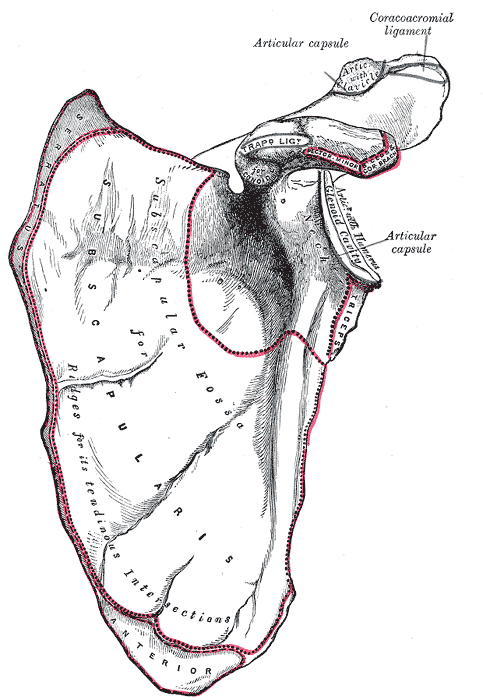
左肩甲骨の肋骨側の面。前鋸筋が付着するのは左端の領域。
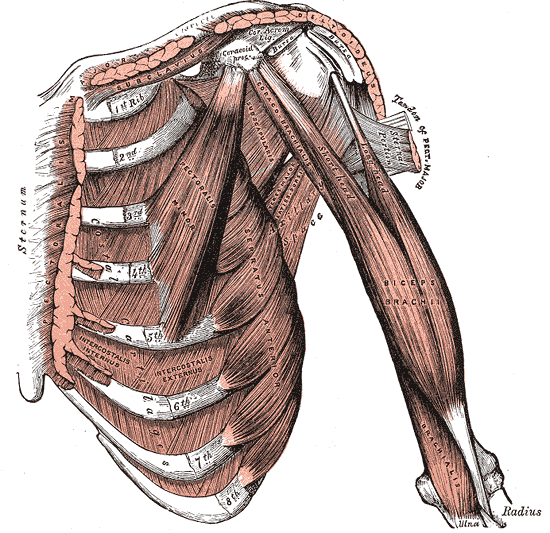
胸部および上肢の筋。画像中央小胸筋の下に、前鋸筋が見える。
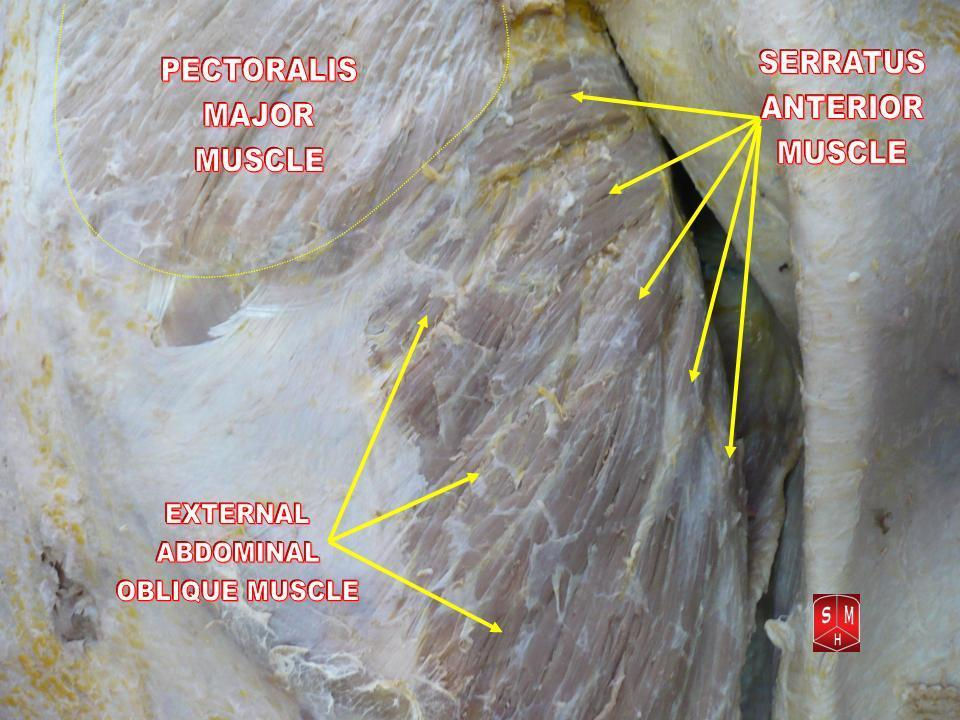
前鋸筋
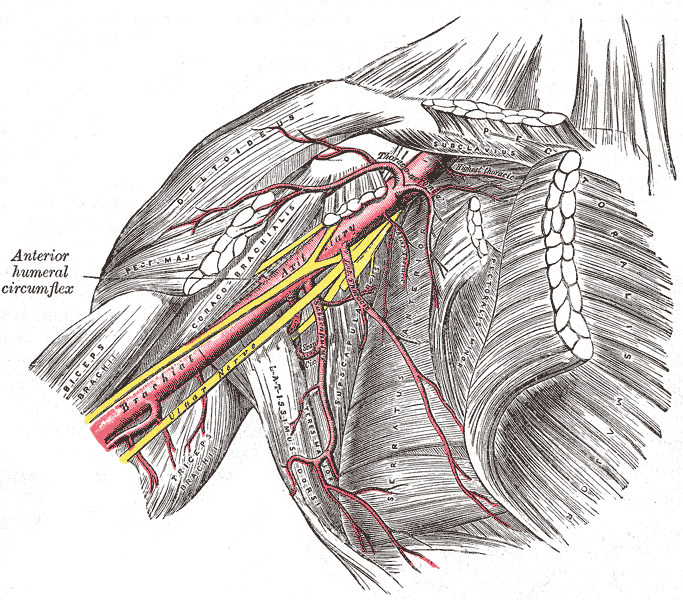
腋窩動脈とその枝。前鋸筋は画像中央付近。
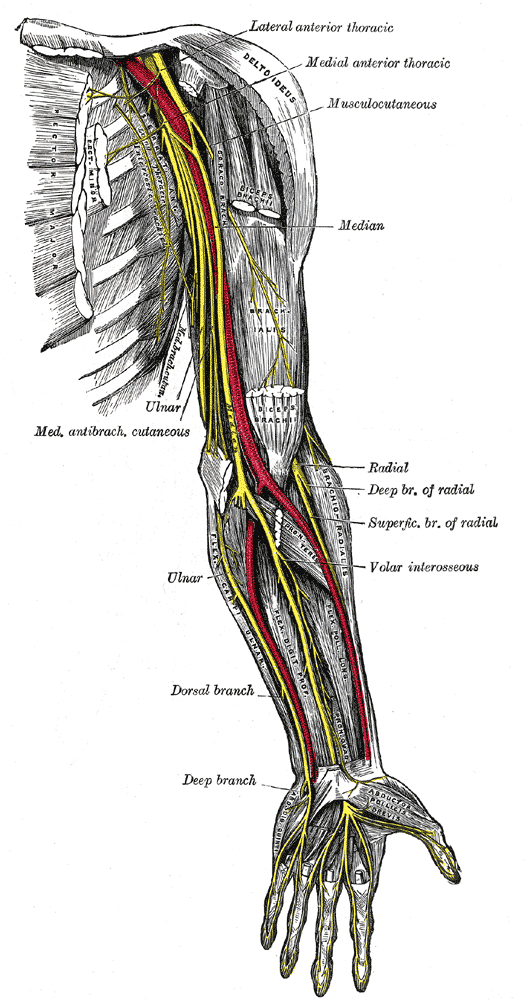
左上肢の神経。前鋸筋は画像の左端に見える。